# Eleccions legislatives de l'Equador de 2021
Les eleccions legislatives de l'Equador de 2021 es van celebrar el 7 de febrer del 2021 per triar els 137 assembleistes (15 nacionals, 116 provincials i 6 de l'estranger) i conformar el ple del quart període legislatiu de l'Assemblea Nacional de l'Equador. Aquestes eleccions es van fer simultàniament a les eleccions presidencials, per triar el president i vicepresident del país.
Els resultats van dur a que el partit Alianza País de Rafael Correa perdés la majoria absoluta i la presència a l'Assemblea.